# Virginia Kirtley
Virginia Kirtley (11 de novembro, 1888 - 19 de agosto, 1956) foi uma atriz e roteirista de filmes mudos estadunidense.

## Filmografia
- The Midnight Adventure (1928)
- Who Shall Take My Life? (1917)
- The Heart of Jules Carson (1917)
- The Font of Courage (1917)
- The Framed Miniature (1917)
- The Return of Soapweed Scotty (1917)
- The Last of Her Clan (1917)
- The Making of Bob Mason's Wife (1917)
- In Payment of the Past (1917)
- The Right Hand Path (1916)
- The Road to Fame (1916)
- Hedge of Heart's Desire (1916)
- The Girl Detective (1916)
- Out of the Shadows (1916)
- Only a Rose (1916)
- Converging Paths (1916)
- Power of the Cross (1916)
- The Comet's Come-Back (1916)
- The Regeneration of Jim Halsey (1916)
- The Grinning Skull (1916)
- A Law Unto Himself (1916)
- Virtue Triumphant (1916)
- The Buried Treasure of Cobre (1916)
- The Love of Loti San (1915)
- Their Sinful Influence (1915)
- The Bridge of Time (1915)
- The Way of a Woman's Heart (1915)
- Mother's Birthday (1915)
- Two Brothers and a Girl (1915)
- The Last of the Stills (1915)
- Dreams Realized (1915)
- Her Career (1915)
- The Face Most Fair (1915)
- The Reaping (1915)
- The Voice of Eva (1915)
- No Quarter (1915)
- Oh, Daddy! (1915)
- Iole the Christian (1915)
- Persistence Wins (1915)
- The Once Over (1915)
- The First Stone (1915)
- Tricked (1915)
- When the Fire Bell Rang (1915)
- In the Mansion of Loneliness (1915)
- The Doctor's Strategy (1915)
- The Haunting Memory (1915)
- The Constable's Daughter (1915)
- The Happier Man (1915)
- Mrs. Cook's Cooking (1915)
- Which Would You Rather Be? (1915)
- Evan's Lucky Day (1915)
- A Girl and Two Boys (1915)
- The Spirit of Giving (1915)
- In the Vale of Sorrow (1915)
- Love Knows No Law (1914)
- Brass Buttons (1914)
- A Film Johnnie (1914)
- A Thief Catcher (1914)
- Making a Living (1914)
- A Flirt's Mistake (1914)
- A Healthy Neighborhood (1913)
- Mabel's Dramatic Career (1913)
- The Girls and Dad (1913)